# ÖHB-Cup 2006/07
Der ÖHB-Cup 2006/07 war die 20. Austragung des österreichischen Handballcupwettbewerbs der Herren. Cupsieger wurde der UHC Tulln mit einem Sieg über den HC Linz AG.

## Hauptrunden

### 1. Runde
An der 1. Runde nahmen sieben Vertreter der Landesverbände, neun Mannschaften der Handball Bundesliga Austria sowie sechs Teams der Handball Liga Austria teil. Die Gewinner der einzelnen Partien zogen in die 2. Runde ein.
| Handball Liga Austria                                                                                     | Handball Bundesliga Austria | Landesliga |
| --- | --- | --- |
| - HIT Innsbruck - ULZ Sparkasse Schwaz - HC Linz AG - UHC Tulln - SG Handball West Wien - UHC Gänserndorf | - HC Sbüll Stw Bruck - U. Weinv.Spk Hollabrunn - Sportunion Edelweiß Linz - Union Leoben - SC kelag Ferlach - Askö SVVW Klagenfurt - Seiersberg Grazhoppers - HCK 59 - U. Spk Korneuburg | - HC Pantec Lustenau - ATV Auto Pichler Trofaiach - Union s leasing St. Pölten - Sk Pastl Traun - Union West Wien 1b - HC Tirol - UHC Salzburg |

| Datum, Uhrzeit | Heimmannschaft                    | Ergebnis          | Gastmannschaft                  |
| -------------- | --------------------------------- | ----------------- | ------------------------------- |
| ?              | ULZ Schwaz (LL) ?                 | ?? : ?? (?? : ??) | HIT Innsbruck (1L) ?            |
| ?              | HC Pantec Lustenau (LL) ?         | ?? : ?? (?? : ??) | HC Sbüll Stw Bruck (2L) ?       |
| ?              | U. Weinv.Spk Hollabrunn (2L) ?    | ?? : ?? (?? : ??) | Sportunion Edelweiß Linz (2L) ? |
| ?              | Union Leoben (2L) ?               | ?? : ?? (?? : ??) | SC kelag Ferlach (2L) ?         |
| ?              | ATV Auto Pichler Trofaiach (LL) ? | ?? : ?? (?? : ??) | Askö SVVW Klagenfurt (2L) ?     |
| ?              | Union s leasing St. Pölten (LL) ? | ?? : ?? (?? : ??) | Seiersberg Grazhoppers (2L) ?   |
| ?              | Sk Pastl Traun (LL) ?             | ?? : ?? (?? : ??) | HC Linz AG (1L) ?               |
| 2. Nov. 2006   | Union West Wien 1b (LL) ?         | 30 : 33 (13 : 15) | UHC Tulln (1L) ?                |
| ?              | HCK 59 (2L) ?                     | ?? : ?? (?? : ??) | SG Handball West Wien (1L) ?    |
| ?              | HC Tirol (LL) ?                   | ?? : ?? (?? : ??) | U. Spk Korneuburg (2L) ?        |
| ?              | UHC Salzburg (LL) ?               | ?? : ?? (?? : ??) | UHC Gänserndorf (1L) ?          |

### 2. Runde
An der zweiten Runde nahmen drei Vertreter der Landesverbände, vier Mannschaften der Handball Bundesliga Austria sowie neun Teams der Handball Liga Austria teil. Die Gewinner der einzelnen Partien zogen in das Viertelfinale ein.
| Handball Liga Austria | Handball Bundesliga Austria                                                                    | Landesliga                                                                     |
| --- | ---------------------------------------------------------------------------------------------- | ------------------------------------------------------------------------------ |
| - ULZ Sparkasse Schwaz - HC Linz AG - UHC Tulln - SG Handball West Wien - UHC Gänserndorf - Bregenz Handball - Handballclub Fivers Margareten - UHK Krems - HC Superfund Hard | - U. Weinv.Spk Hollabrunn - Union Leoben - U. Spk Korneuburg - HSG Raiffeisen Bärnbach/Köflach | - HC Pantec Lustenau - ATV Auto Pichler Trofaiach - Union s leasing St. Pölten |

| Datum, Uhrzeit | Heimmannschaft                         | Ergebnis          | Gastmannschaft                        |
| -------------- | -------------------------------------- | ----------------- | ------------------------------------- |
| ?              | HC Pantec Lustenau (LL) ?              | ?? : ?? (?? : ??) | U. Weinv.Spk Hollabrunn (2L) ?        |
| ?              | Union Leoben (2L) ?                    | ?? : ?? (?? : ??) | Bregenz Handball (1L) ?               |
| 20. Dez. 2006  | U. Spk Korneuburg (2L) ?               | 13 : 48 (5 : 20)  | Handballclub Fivers Margareten (1L) ? |
| ?              | HSG Raiffeisen Bärnbach/Köflach (2L) ? | ?? : ?? (?? : ??) | UHC Tulln (1L) ?                      |
| ?              | Union s leasing St. Pölten (LL) ?      | ?? : ?? (?? : ??) | UHK Krems (1L) ?                      |
| 7. Dez. 2006   | HC Linz AG (1L) 7 Watzl                | 30 : 26 (14 : 16) | ULZ Schwaz (1L) 8 Andriuska           |
| ?              | ATV Auto Pichler Trofaiach (LL) ?      | ?? : ?? (?? : ??) | UHC Gänserndorf (1L) ?                |
| ?              | SG Handball West Wien (1L) ?           | ?? : ?? (?? : ??) | HC Superfund Hard (1L) ?              |

### Viertelfinale
Am Viertelfinale nahm eine Mannschaften der Landesliga sowie sieben Teams der Handball Liga Austria teil. Die Gewinner der einzelnen Partien zogen ins Halbfinale ein.
| Handball Liga Austria | Landesliga           |
| --- | -------------------- |
| - HC Linz AG - UHC Tulln - SG Handball West Wien - UHC Gänserndorf - Handballclub Fivers Margareten - UHK Krems - Bregenz Handball | - HC Pantec Lustenau |

| Datum, Uhrzeit | Heimmannschaft                    | Ergebnis          | Gastmannschaft                                         |
| -------------- | --------------------------------- | ----------------- | ------------------------------------------------------ |
| 4. Feb. 2007   | HC Linz AG (1L) 8 Lehner, Watzl   | 33 : 23 (19 : 14) | Handballclub Fivers Margareten (1L) 7 Gangel           |
| 14. Feb. 2007  | UHC Tulln (1L) 11 Frey            | 34 : 25 (15 : 14) | SG Handball West Wien (1L) 5 Edelmüller, Gangel, Galic |
| 21. Feb. 2007  | UHK Krems (1L) 9 Schopf           | 29 : 26 (13 : 13) | Bregenz Handball (1L) ?                                |
| 4. Feb. 2007   | HC Pantec Lustenau (LL) 10 Ditzer | 33 : 29 (16 : 15) | UHC Gänserndorf (1L) 9 Niznan                          |

## Final Four
Die Endrunde, das Final Four, fand im Stadion Alte Au in Stockerau am 17. und 18. März 2007 statt.

### Halbfinale
Die Spiele der Halbfinals fanden am 17. März 2007 statt. Der Gewinner jeder Partie zog in das Finale des ÖHB-Cups 2007 ein.
Für das Halbfinale waren folgende Mannschaften qualifiziert:
| Handball Liga Austria                | Landesliga           |
| ------------------------------------ | -------------------- |
| - HC Linz AG - UHC Tulln - UHK Krems | - HC Pantec Lustenau |

| Datum, Uhrzeit | Heimmannschaft          | Ergebnis          | Gastmannschaft |
| -------------- | ----------------------- | ----------------- | -------------- |
| 17. März 2007  | HC Pantec Lustenau (LL) | 28 : 29 (?? : ??) | UHC Tulln (1L) |
| 17. März 2007  | HC Linz AG (1L)         | 33 : 25 (?? : ??) | UHK Krems (1L) |

### Finale
Das Finale fand am 18. März 2007 statt. Der Gewinner der Partie ist Sieger des ÖHB-Cups 2006/07.
| Datum, Uhrzeit | Heimmannschaft        | Ergebnis          | Gastmannschaft                         |
| -------------- | --------------------- | ----------------- | -------------------------------------- |
| 18. März 2007  | UHC Tulln (1L) 9 Frey | 35 : 30 (12 : 11) | HC Linz AG (1L) 4 Watzl, Stachelberger |